# Саут-Гластонбері (Монтана)
Саут-Гластонбері (англ. South Glastonbury) — переписна місцевість (CDP) в США, в окрузі Парк штату Монтана. Населення — 277 осіб (2020).

## Географія
Саут-Гластонбері розташований за координатами 45°18′41″ пн. ш. 110°48′23″ зх. д. / 45.31139° пн. ш. 110.80639° зх. д. (45.311400, -110.806464).  За даними Бюро перепису населення США в 2010 році переписна місцевість мала площу 46,40 км², з яких 45,53 км² — суходіл та 0,87 км² — водойми.

## Демографія
Згідно з переписом 2010 року, у переписній місцевості мешкали 284 особи в 132 домогосподарствах у складі 82 родин. Густота населення становила 6 осіб/км².  Було 211 помешкання (5/км²).
Расовий склад населення:
| - 93,7 % — білих - 2,5 % — корінних американців - 1,8 % — чорних або афроамериканців - 0,4 % — азіатів |

До двох чи більше рас належало 1,4 %. Частка іспаномовних становила 2,8 % від усіх жителів.
За віковим діапазоном населення розподілялося таким чином: 20,1 % — особи молодші 18 років, 63,4 % — особи у віці 18—64 років, 16,5 % — особи у віці 65 років та старші. Медіана віку мешканця становила 48,6 року. На 100 осіб жіночої статі у переписній місцевості припадало 102,9 чоловіків;  на 100 жінок у віці від 18 років та старших — 108,3 чоловіків також старших 18 років.